# تحفة الزوار إلى قبر النبي المختار
تحفة الزوار إلى قبر النبي المختار للإمام ابن حجر الهيتمي المكي (ت 974هـ) كتاب يتناول موضوع زيارة قبر النبي محمد وما يتعلق بها، وما هي آداب الزيارة وما الذي يفعله الزائر في زيارته وبعدها. وتعرض المؤلف لمسألة التوسل بالنبي حياً وميتاً، ومسألة شد الرحال بقصد زيارة قبر النبي.

## سبب تصنيف الكتاب
يقول الإمام ابن حجر الهيتمي:

## أقسام الكتاب
- المقدمة: في آداب سفر الزائر وآداب الزيارة، وأذكر ما فعله السلف الصالح بأوضح القول من غير إشارة.
- الباب الأول: أذكر الأحاديث الواردة فيها بالعبارة.
- الباب الثاني: في تأكد مشروعيتها وقربها من درجة الوجوب، وشد الرحل إليها وإلى المسجد النبوي الذي حوى المطلوب، وأذكر نذير الزيارة والاستيجار الذي عليها هو المطلوب.
- الباب الثالث: في توسل الزائر وتشفعه به صلَّى الله عليه وسلَّم وطلب ما هو المرغوب.
- الباب الرابع: في آداب المجاورة بالمدينة، وحسن معاشرة أهلها مع التواضع والسكينة، كما سيأتي بيان كل أسطوان على انفرادها في الخاتمة إن شاء الله تعالى، وكذلك يقصد أسطوان التهجد التي خلف بيت فاطمة رضي الله تعالى عنها، فيصلي عندها، ويكثر الصلاة هناك فإن فيه مكان أهل الصفة، وسيأتي بيانه مع ذكر الأسطوان ثم يقصد السلام على الست فاطمة رضي الله عنها على القول بدفنها هناك، فيقول: السلام عليك يا ستنا فاطمة الزهراء، السلام عليك يا بنت رسول الله صلَّى الله عليه وسلَّم، السلام عليك يا أم الحسن والحسين السيدين الطاهرين سيدي شباب أهل الجنة، رضي الله عنك وأرضاك، وجعل الجنة مسكنك ومأواك، السلام عليك ورحمة الله وبركاته.[2]